# Lawrence Low
Lawrence Edgar Low (Trenton, 22 de agosto de 1920-Toms River, 1 de julio de 1996) fue un deportista estadounidense que compitió en vela en la clase Star. Participó en los Juegos Olímpicos de Melbourne 1956, obteniendo una medalla de oro en la clase Star.

## Palmarés internacional
| Juegos Olímpicos | Juegos Olímpicos      | Juegos Olímpicos | Juegos Olímpicos |
| Año              | Lugar                 | Medalla          | Clase            |
| ---------------- | --------------------- | ---------------- | ---------------- |
| 1956             | Melbourne (Australia) | Medalla de oro   | Star             |